# Philippe Alegambe
Philippe Alegambe (22. ledna 1592 Brusel – 6. září 1652 Řím) byl belgický jezuita a bibliograf.

## Život
Po dokončení vzdělání v Bruselu Alegambe odešel do Španělska, kde vstoupil do služeb vévody z Osuny. Když se později stal vévoda místokrálem na Sicílii (1611), Alegambe jej doprovodil jako soukromý tajemník. Do jezuitského řádu vstoupil v Palermu, 7. září 1613. Studoval na Gregoriánské univerzitě v Římě. Po vysvěcení na kněze (1621) byl Alegambe poslán učit filozofii a teologii do Štýrského Hradce, a tři roky cestoval po Evropě (Francie, Španělsko, Itálie), jako preceptor syna prince z Eggenbergu. Po návratu do Štýrského Hradce vyučoval jezuitské studenty (1633–1638). Roku 1638 doprovázel mladého prince do Říma, jako jeden z vyslanců, které poslal císař k papeži Urbanu VIII. V Římě jej Mutius Vitelleschi, generální představený Tovaryšstva Ježíšova, ustanovil svým tajemníkem.

## Dílo
- Bibliotheca Scriptorum Societatis Jesu, Antwerpy (1642).
- De vita et moribus P. Ioannis Cardim Luisitani, e Societatis Jesu, Řím, 1645.
- Acta Sanctae Justae virg. et mart., ex variis MSS.
- Heroes et victimae caritatis Societatis Jesu, Řím, 1658.